# سوفوس فالك
سوفوس فالك (بالدنماركية: Sophus Falck)‏ هو شخصية أعمال دنماركي، ولد في 15 نوفمبر 1864 في كوبنهاغن في الدنمارك، وتوفي بنفس المكان في 29 يوليو 1926.